# Ramnagar (Pashchim Champaran)
Ramnagar is een notified area in het district Pashchim Champaran van de Indiase staat Bihar. 

## Demografie
Volgens de Indiase volkstelling van 2001 wonen er 38.549 mensen in Ramnagar, waarvan 53% mannelijk en 47% vrouwelijk is. De plaats heeft een alfabetiseringsgraad van 48%. 